# Миллионы Крюгера
Миллионы Крюгера — фильм режиссёра Эмиля Нофала на языке африкаанс, поставленный в 1967 году по сценарию Яна Перольда и Фануса Раутенбаха. Фильм малоизвестен за пределами ЮАР, однако в самой стране стал важным культурным событием, песни из фильма до настоящего времени пользуются популярностью и исполняются другими певцами.
По жанру фильм представляет собой приключенческую драму и мюзикл.

## Актёры
- Леон Ле Ру — Крис Бота
- Бренда Белл — Джоан Грей
- Хельга ван Вейк — Дина (дочь Паркера)
- Карел Трихардт — Бен Бюргерс
- Боб Кортни — майор Тернер
- Дирк де Вилльерс — ван дер Линдт
- Джеральд Беллами — Паркер
- Джеймс Уайт — О’Гранди
- Майкл дю Приз
- Джеймс Норвал — президент Пауль Крюгер
- Джордж Мур — военный врач
- Ге Корстен — Дю Туа, поющий повстанец (дебют в кино)

## Сюжет

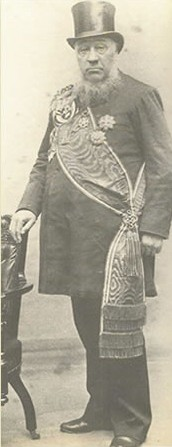
Пауль Крюгер

Фильм представляет собой историческую драму, на популярную в ЮАР тему об исчезнувших «миллионах Крюгера». 
Действие происходит в разгар англо-бурской войны в 1900 году в Южной Африке. Президенту Паулю Крюгеру нужны деньги для покупки боеприпасов, но международный рынок готов принимать только золотые монеты. Крюгер поручает отряду своих доверенных солдат («кавалерам») в течение 30 дней отчеканить золотые монеты из имеющихся в их распоряжении слитков. Командир «кавалеров» Крис Бота начал реализацию плана Крюгера, но его деятельность вскоре привлекла внимание англичан. Дочь британца — руководителя монетного двора влюбилась в Боту, но он, в свою очередь, влюблён в английскую медсестру. К тому времени, когда монеты были отчеканены, «кавалеров» окружил крупный британский отряд. Им удалось вырваться благодаря хитроумной уловке, однако при этом погибают некоторые герои.